# Bogusława Czuprynówna
Bogusława Czuprynówna-Świętek (ur. 12 sierpnia 1920 r., zm. 20 stycznia 2007 r. w Krakowie) – polska aktorka teatralna.
W 1949 r. ukończyła Państwową Szkołę Dramatyczną w Krakowie. Debiutowała w tym samym roku. Związana z Teatrem Rapsodycznym, Teatrem Ziemi Opolskiej, a od 1955 r. z Teatrem Ludowym w Krakowie.
Była więźniarką niemieckich obozów koncentracyjnych w Auschwitz-Birkenau i Ravensbrück.
Została pochowana 26 stycznia 2007 r. na cmentarzu Rakowickim w Krakowie. Jest matką Jolanty Kiwerskiej, współtwórczyni filmów animowanych.

## Wybrane role teatralne
- Ballada o tamtych dniach – Teatr Ludowy
- Król Agis – Teatr Ludowy
- Betleem polskie – Teatr Ludowy
- Geniusz sierocy – Teatr Ludowy
- Mąż i żona – Teatr Ziemi Opolskiej
- Mieszczki modne – Teatr Ziemi Opolskiej
- Droga do Czarnolasu – Teatr Ziemi Opolskiej
- Pociąg do Marsylii – Teatr Ziemi Opolskiej
- Wilki w nocy – Teatr Ziemi Opolskiej
- Wzgórze 35 – Teatr Ziemi Opolskiej

## Filmografia
- 1978 – Wysokie loty
- 1985 – Zaproszenie